# 杜比尼 (拉季維利夫區)
50°16′21″N 25°30′24″E / 50.27250°N 25.50667°E

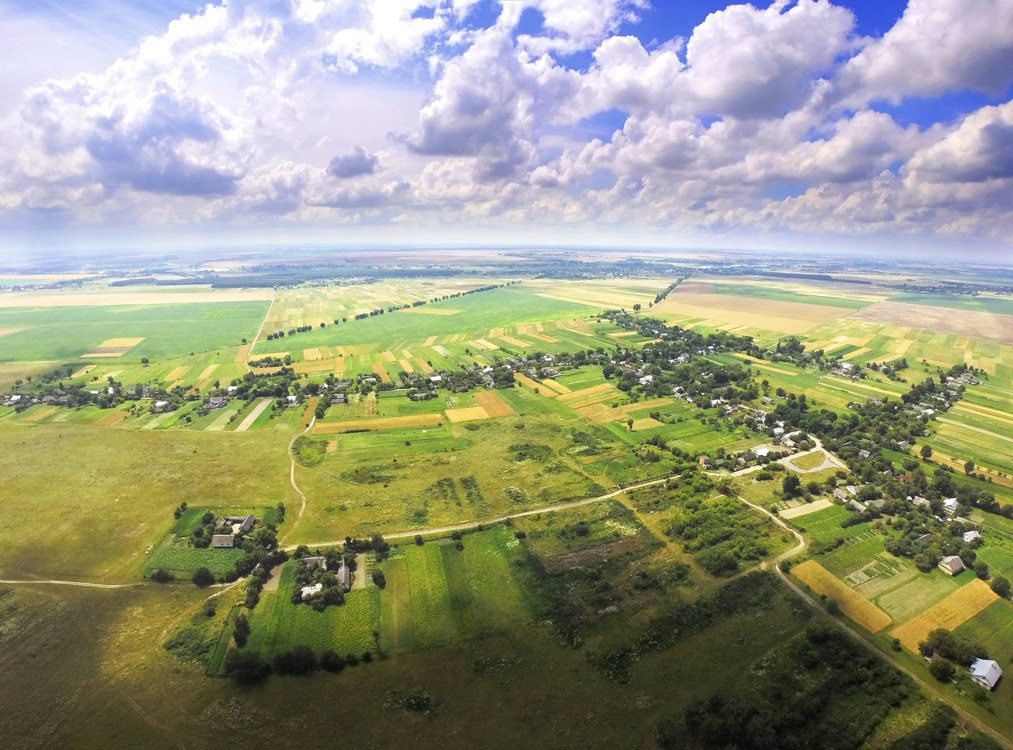

杜比尼（烏克蘭語：Дубини），是烏克蘭西北部的村莊，隸屬里夫內州的杜布諾區。該村始建於1462年，面積4.89平方公里，海拔高度225米，2001年人口385，人口密度每平方公里78.8人。